# ألكسندر ستيبانوف (لاعب كرة قدم)
ألكسندر ستيبانوف (بالروسية: Степанов, Александр Вячеславович)‏ هو لاعب كرة قدم روسي في مركز الدفاع، ولد في 5 يونيو 1996. لعب مع FC Volgar Astrakhan ‏.